# Нисиока, Ёсихито
Ёсихито Нисиока (яп. 西岡 良仁; род. 27 сентября 1995, Цу) — японский теннисист; победитель трёх турниров ATP в одиночном разряде.

## Общая информация
Отца Ёсихито зовут Норио — он теннисный тренер; мать — Кими; есть брат — Ясуо.
Начал играть в теннис в возрасте четырёх лет вместе с отцом. Любимая поверхность — хард. Кумиром в мире тенниса в детстве был Марсело Риос.

## Спортивная карьера

### 2013—2018

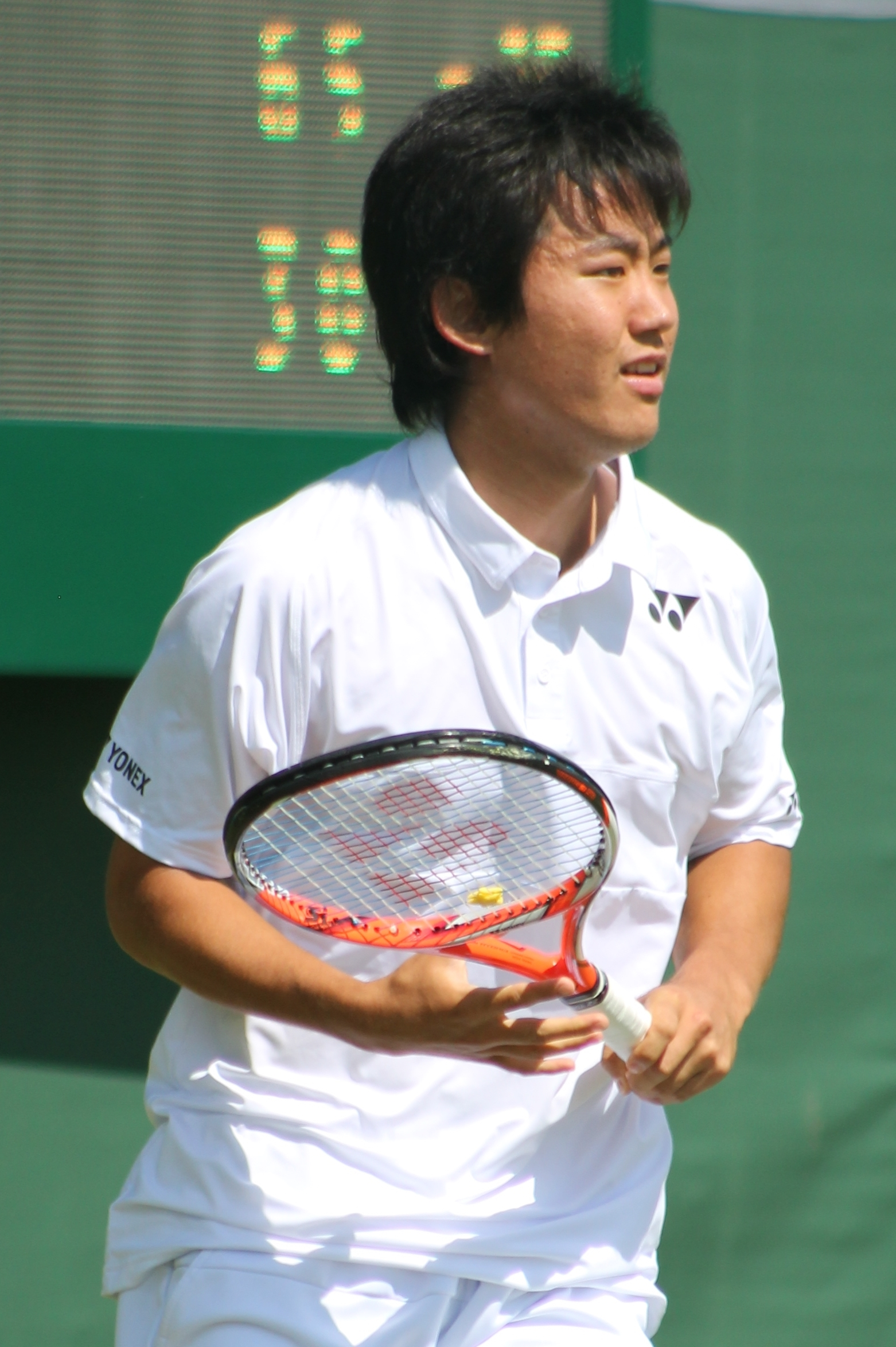
На Уимблдоне 2015 года

Первый титул на турнирах серии «фьючерс» Нисиока выиграл в 2013 году. В августе 2014 года он впервые через квалификацию пробился в основную сетку турнира серии Большого шлема и сыграл на Открытом чемпионате США. В сентябре Ёсихито выиграл дебютный турнир из серии «челленджер», победив на соревнованиях в Шанхае. В феврале 2015 года ему удалось выйти в четвертьфинал турнира АТП в Делрей-Бич, начав своё выступление с квалификационных раундов. первый матч в основной сетке Большого шлема Нисиока выиграл на Открытом чемпионате США в 2015 году, куда он второй год подряд пробился через квалификацию. В пяти сетах японец одолел Поля-Анри Матьё, а в следующем раунде проиграл Томасу Беллуччи. В сентябре того же года Нисиока сыграл первый матч за сборную Японии в Кубке Дэвиса. В ноябре он выиграл «челленджер» у себя на родине в Тоёте.
В феврале 2016 года Нисиока вышел в четвертьфинал турнира АТП в Мемфисе. В июле в американской Уиннетке он взял свой третий в карьере «челленджер» и впервые вошёл в топ-100 мирового одиночного рейтинга. В августе на турнире в Атланте 20-летний японский теннисист впервые вышел в полуфинал на основных соревнованиях АТП. В концовке сезона он выиграл «челленджер» в Астане.
В начале марта 2017 года Нисиока вышел в четвертьфинал в Акапулько, где встретился с Рафаэлем Надалем и проиграл ему в двух сетах. В марте на турнире серии мастерс в Индиан-Уэлсе ему удалось пройти в четвёртый раунд и обыграть известных теннисистов Иво Карловича и Томаша Бердыха. Остановить продвижение японца смог № 3 в мире на тот момент Стэн Вавринка. В рейтинге Нисиока, благодаря своим выступлениям, смог подняться на 58-ю строчку. На следующем мастерсе в Майами он не смог доиграть матч второго раунда против Джека Сока и выбыл из соревновательной практики на долгий период из-за травмы левого колена.
Возвращение на корт состоялось в январе 2018 года в начале нового сезона. В мае он выиграл первый «челленджер» после травмы в корейском Кимчхоне. В конце июля вышел в четвертьфинал турнира в Кабо-Сан-Лукасе. В сентябре 2018 года, начав с квалификации, Нисиока выиграл на харде турнир ATP 250 в Шэньчжэне, победив в финале Пьера-Юга Эрбера (7-5, 2-6, 6-4). Титул стал дебютным для японца в туре и позволил со 171-го места рейтинга подняться на 95-е. Завершал сезон играми на «челленджерах», где на одном из них в Австралии вышел в финал.

### 2019—2021

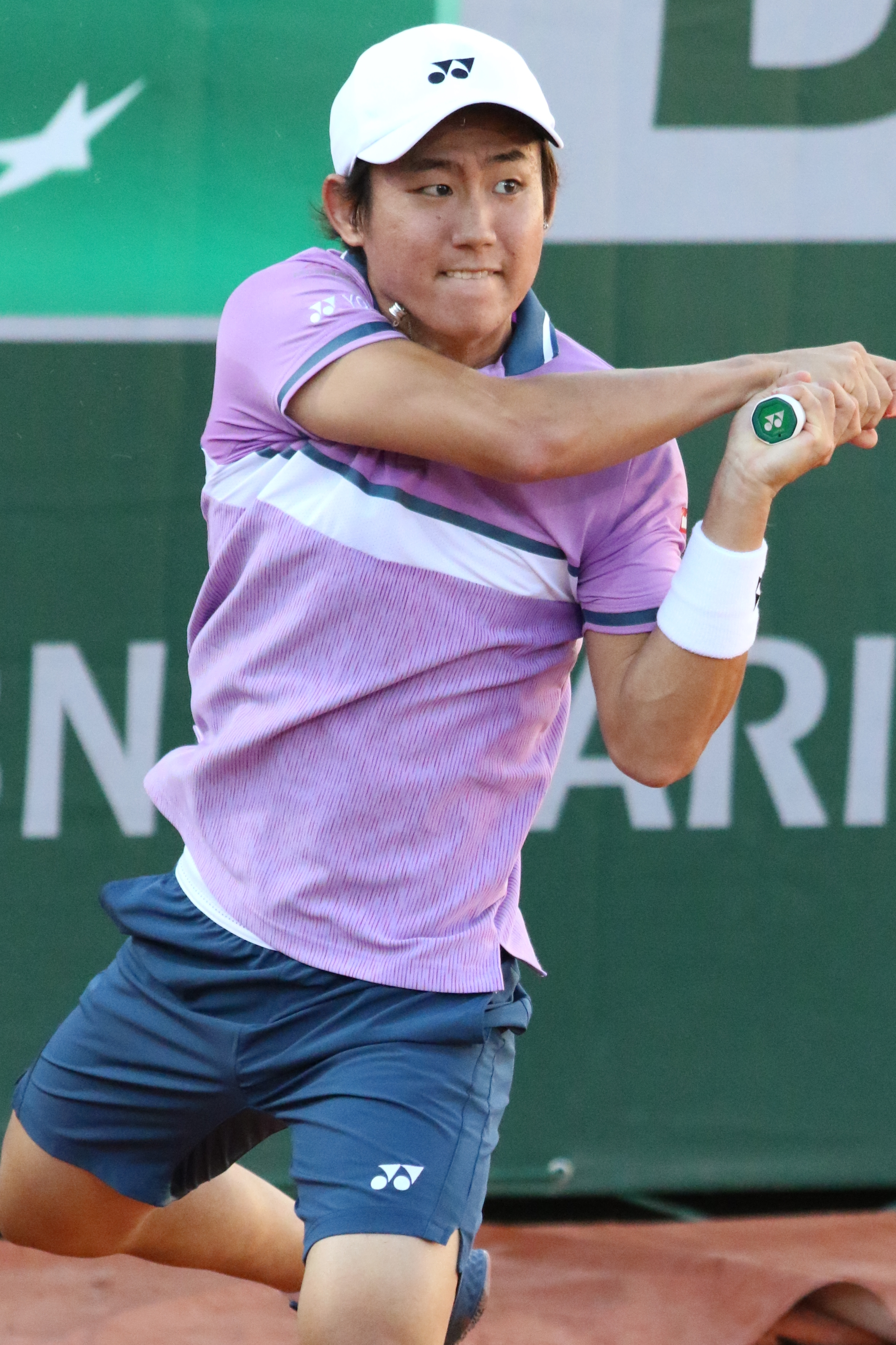
На Ролан Гаррос 2021 года

В январе 2019 года, пройдя квалификационный отбор, попал на турнир в Сиднее, где вышел в четвертьфинал. В марте на Мастерсе в Индиан-Уэлсе Нисиока выиграл три матча подряд и прошёл в четвёртый раунд. В июле 2019 года на Уимблдонском турнире проиграл в первом раунде Янко Типсаревичу в пяти сетах. До этого на Больших шлемах в Австралии и Франции по ходу сезона он доигрывал до второго раунда. В августе Нисиока смог через квалификацию попасть в основную сетку Мастерса в Цинциннати, где во втором раунде впервые в карьере обыграл действующего игрока топ-10. Им оказался соотечественник и № 5 в мире Кэй Нисикори, которого удалось обыграть со счётом 7-6, 6-4. Затем Нисиока преодолел Алекса де Минора (7-5, 6-4) и впервые оказался в четвертьфинал на Мастерсах, однако на матч против Давида Гоффена не вышел из-за пищевого отравления. На Открытом чемпионате США 2019 года дошёл до второго раунда, где проиграл Фелисиано Лопесу в четырёх сетах. Осенью он отметился одним выходом в четвертьфинал (на турнире в Стокгольме), а также выступлением на финальном турнире Кубка Дэвиса, где его команда не смогла выйти из группы, однако Нисиока смог обыграть № 10 в мире Гаэля Монфиса (7-5, 6-2).
На Открытом чемпионате Австралии 2020 года Нисиока впервые смог выйти в третий раунд в серии Большого шлема, где уступил Новаку Джоковичу.
В феврале 2020 года второй раз в карьере вышел в финал в основном туре. В американском Делрей-Бич Нисиока уступил Райли Опелке — 5-7, 7-6, 2-6. 24 февраля 2020 года поднялся на 48-е место в рейтинге. Затем по ходу неполного сезона не показывал сильных результатов. На Большом шлеме в США проиграл в первом раунде Энди Маррею в пяти сетах, а на Ролан Гаррос во втором раунде Юго Гастону, Также он один раз вышел в четвертьфинал на турнире в Кёльне.
На Открытом чемпионате Австралии 2021 года Нисиока уступил в первом же раунде. Затем смог выйти в 1/4 финала турнира в Сингапуре. Следующий раз в 1/4 он смог пройти уже в мае на турнирах в Лионе и Парме. Ролан Гаррос и Уимблдон закончил на стадии второго раунда. В августе Нисиока выступил на Олимпиаде в Токио, однако проиграл в первом же раунде одиночного и парного турнира. Открытый чемпионат США завершился поражением в первом раунде.

### 2022—2024

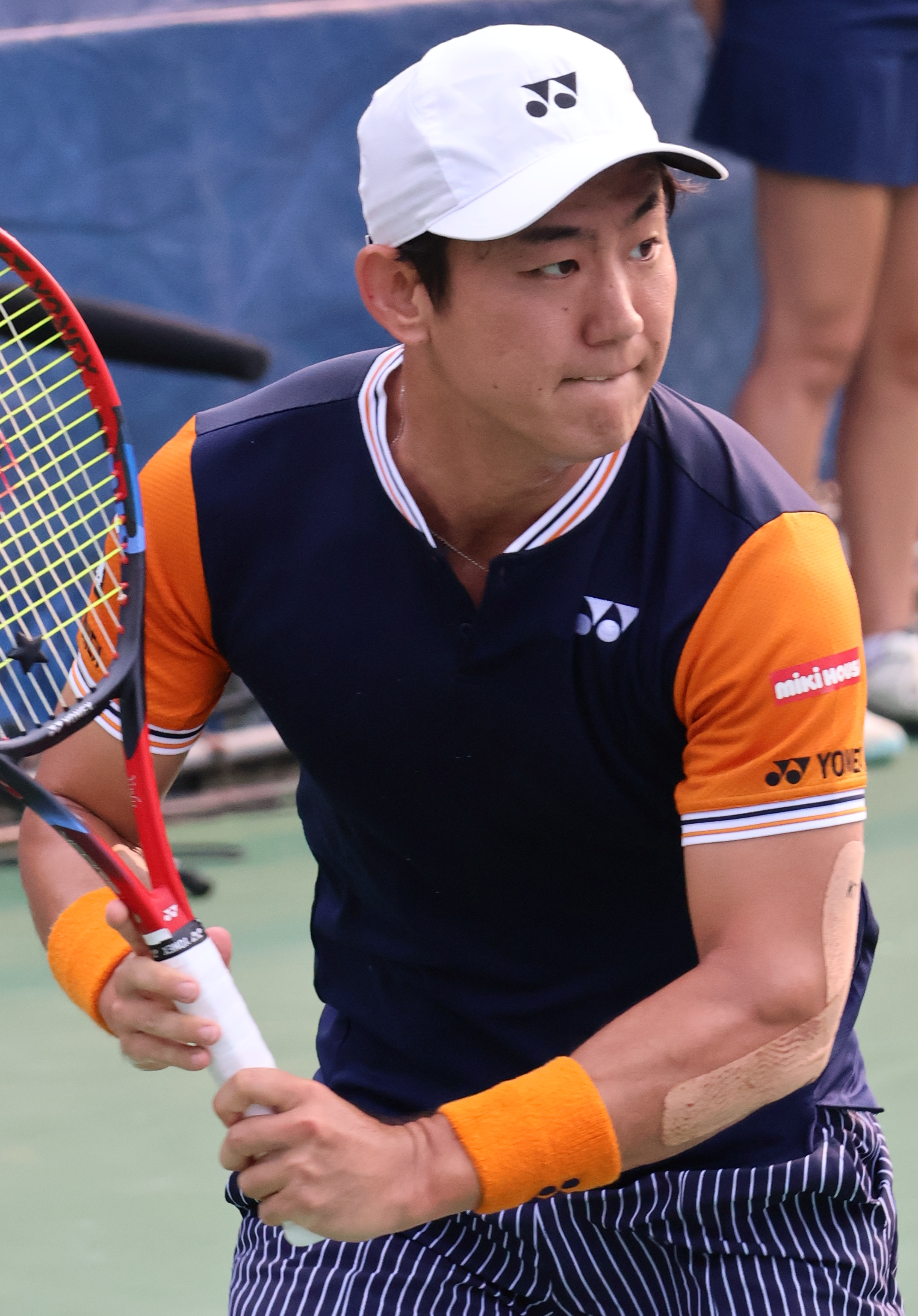
На турнире в Вашингтоне 2023 года

2022 год Нисиока провёл лучше предыдущего. Старт сезона в Австралии у него не получился и он затем сыграл на двух «челленджерах» в США, оба раза пройдя в финал и взяв один титул. В конце февраля на турнире в Акапулько Нисиоки с учётом квалификации выиграл четыре матча подряд и вышел в 1/4 финала. На Мастерс в Майами в марте удалось отобраться через квалификацию и выиграть две встречи, пройдя в третий раунд. Затем на грунте он выдал серию проигрышей в первых раундах, включая Ролан Гаррос и Уимблдон. В августе Нисиока неожиданно вышел в финал турнира ATP 500 в Вашингтоне. В полуфинале он смог переиграть № 8 в мире Андрея Рублёва (6-3, 6-4). В третьем для себя финале ATP-тура Нисиока проиграл Нику Кирьосу (4-6, 3-6). Открытый чемпионат США завершился поражением в первом раунде, а после него в начале октября Нисиока смог выиграть турнир в Сеуле. В четвертьфинале он одолел вторую ракетку мира на тот момент Каспера Рууда (6-2, 3-6, 6-2), а уже в финале канадского теннисиста Дениса Шаповалова (6-4, 7-6). После этого успеха Нисиока смог вернуться в топ-50. На оставшихся в сезоне турнирах он один раз смог выйти в четвертьфинал в Антверпене и завершил год на 36-м месте рейтинга.
2023 год Нисиока начал с полуфинала турнира в Аделаиде. На Открытом чемпионате Австралии Нисиока был посеян под 31-м номером и впервые в карьере дошёл до четвёртого круга турнира Большого шлема, не отдав ни одного сета в трёх матчах. В четвёртом раунде уступил Карену Хачанову в трёх сетах. Также до четвёртого раунда ему удалось дойти на Открытом чемпионате Франции, благодаря двум пятисетовым и одной четырёхсетовой победам. 19 июня Нисиока забрался на самую высокую в карьере — 24-ю позицию в мировом рейтинге. Выступления на Уимблдоне и Открытом чемпионате США завершились в первом же раунде. В сентябре Нисиока добрался до финала на турнире в Чжухае. В борьбе за титул он проиграл Карену Хачанову (6-7, 1-6).
В первой половине сезона 2024 года Нисиока ни разу не смог преодолеть стадию первых двух раундов и в июне на время покинул топ-100. В том же месяце он первый раз в сезоне вышел в четвертьфинал — на траве турнира в Истборне. Первый матч на Больших шлемах в сезоне он выиграл на Уимблдоне, где вышел во второй раунд. В июле Нисиока смог завоевать третий титул ATP-тура в карьере, взяв его на турнире в Атланте. В финале был обыгран Джордан Томпсон из Австралии со счётом 4-6, 7-6, 6-2.

## Рейтинг на конец года
| Год  | Одиночный рейтинг | Парный рейтинг |
| ---- | ----------------- | -------------- |
| 2024 | 69                | —              |
| 2023 | 47                | 248            |
| 2022 | 36                | 348            |
| 2021 | 81                | 347            |
| 2020 | 56                | 498            |
| 2019 | 73                | 289            |
| 2018 | 75                | 338            |
| 2017 | 166               |                |
| 2016 | 100               | 580            |
| 2015 | 117               | 601            |
| 2014 | 166               | 993            |
| 2013 | 442               | 1149           |
| 2012 | 779               |                |
| 2011 | 884               |                |

## Выступления на турнирах

### Финалы турниров ATP в одиночном разряде (6)

#### Победы (3)
| Легенда                     |
| --------------------------- |
| Турниры Большого шлема (0)* |
| Итоговый турнир ATP (0)     |
| Мастерс (0)                 |
| АТР 500 (0)                 |
| АТР 250 (3)                 |

| Титулы по покрытиям | Титулы по месту проведения матчей турнира |
| ------------------- | ----------------------------------------- |
| Хард (3)*           | Зал (0)                                   |
| Грунт (0)           | Зал (0)                                   |
| Трава (0)           | Открытый воздух (3)                       |
| Ковёр (0)           | Открытый воздух (3)                       |

* количество побед в одиночном разряде.
| №  | Дата             | Турнир            | Покрытие | Соперник в финале | Счёт           |
| 1. | 30 сентября 2018 | Шэньчжэнь, Китай  | Хард     | Пьер-Юг Эрбер     | 7-5 2-6 6-4    |
| 2. | 2 октября 2022   | Сеул, Южная Корея | Хард     | Денис Шаповалов   | 6-4 7-6(5)     |
| 3. | 28 июля 2024     | Атланта, США      | Хард     | Джордан Томпсон   | 4-6 7-6(2) 6-2 |

#### Поражения (3)
| №  | Дата             | Турнир          | Покрытие | Соперник в финале | Счёт           |
| 1. | 23 февраля 2020  | Делрей-Бич, США | Хард     | Райли Опелка      | 5-7 7-6(4) 2-6 |
| 2. | 7 августа 2022   | Вашингтон, США  | Хард     | Ник Кирьос        | 4-6 3-6        |
| 3. | 26 сентября 2023 | Чжухай, Китай   | Хард     | Карен Хачанов     | 6-7(2) 1-6     |

### Финалы челленджеров и фьючерсов в одиночном разряде (17)

#### Победы (11)
| Условные обозначения |
| Челленджеры (6)*     |
| Фьючерсы (5+1)       |

| Титулы по покрытиям | Титулы по месту проведения матчей турнира |
| ------------------- | ----------------------------------------- |
| Хард (6+1)*         | Зал (2)                                   |
| Грунт (4)           | Зал (2)                                   |
| Трава (0)           | Открытый воздух (9+1)                     |
| Ковёр (1)           | Открытый воздух (9+1)                     |

* количество побед в одиночном разряде + количество побед в парном разряде.
| №   | Дата            | Турнир               | Покрытие    | Соперник в финале   | Счёт              |
| 1.  | 10 февраля 2013 | Мехико, Мексика      | Хард        | Марсело Аревало     | 6-2 7-6(4)        |
| 2.  | 14 декабря 2013 | Кильота, Чили        | Грунт       | Андрес Мольтени     | 7-5 6-2           |
| 3.  | 21 декабря 2013 | Сан-Фелипе, Чили     | Грунт       | Хорхе Агилар        | 6-4 6-2           |
| 4.  | 16 февраля 2014 | Санрайз, США         | Грунт       | Тьягу Лопес         | 6-2 6-3           |
| 5.  | 29 июня 2014    | Саппоро, Япония      | Грунт       | Ясутака Утияма      | 6-4 6-3           |
| 6.  | 7 сентября 2014 | Шанхай, Китай        | Хард        | Сомдев Девварман    | 6-4 6-7(5) 7-6(3) |
| 7.  | 29 ноября 2015  | Тоёта, Япония        | Ковёр (зал) | Александр Кудрявцев | 6-3 6-4           |
| 8.  | 9 июля 2016     | Уиннетка, США        | Хард        | Фрэнсис Тиафо       | 6-3 6-2           |
| 9.  | 27 ноября 2016  | Астана, Казахстан    | Хард (зал)  | Денис Истомин       | 6-4 6-7(4) 7-6(3) |
| 10. | 13 мая 2018     | Кимчхон, Южная Корея | Хард        | Вашек Поспишил      | 6-4 7-5           |
| 11. | 30 января 2022  | Колумбус, США        | Хард (зал)  | Доминик Штрикер     | 6-2 6-4           |

#### Поражения (6)
| №  | Дата             | Турнир               | Покрытие   | Соперник в финале | Счёт    |
| 1. | 30 октября 2011  | Бирмингем, США       | Грунт      | Джейсон Каблер    | 3-6 2-6 |
| 2. | 23 сентября 2012 | Мансанильо, Мексика  | Хард       | Дариан Кинг       | 0-6 1-6 |
| 3. | 12 января 2014   | Плантейшен, США      | Грунт      | Секу Бангура      | 4-6 2-6 |
| 4. | 19 января 2014   | Санрайз, США         | Грунт      | Кайл Эдмунд       | 0-6 3-6 |
| 5. | 28 октября 2018  | Траралгон, Австралия | Хард       | Джордан Томпсон   | 3-6 4-6 |
| 6. | 6 февраля 2022   | Кливленд, США        | Хард (зал) | Доминик Штрикер   | 5-7 1-6 |

### Финалы челленджеров и фьючерсов в парном разряде (2)

#### Победы (1)
| №  | Дата             | Турнир            | Покрытие | Партнёр             | Соперники в финале                     | Счёт    |
| 1. | 29 сентября 2013 | Лагуна-Нигел, США | Хард     | Алан Нуньес Агилера | Ашвин Виджаярагаван Кейт-Патрик Кроули | 6-4 6-2 |

#### Поражения (1)
| №  | Дата            | Турнир                   | Покрытие   | Партнёр      | Соперники в финале      | Счёт           |
| 1. | 28 февраля 2016 | Шербур-Октевиль, Франция | Хард (зал) | Алдин Шеткич | Кен Скупски Нил Скупски | 6-4 3-6 [6-10] |